# Filtro ellittico
In elettronica, un filtro ellittico, chiamato anche filtro di Cauer in quanto sviluppato da Wilhelm Cauer, è un filtro caratterizzato da comportamento equiripple sia in banda passante sia in banda attenuata.
Ciò significa che l'errore massimo viene minimizzato in entrambe queste bande, a differenza di quanto accade nel filtro Chebyshev che ha comportamento equiripple solo in banda passante, e del filtro Chebyshev inverso, che ha questo comportamento solo in banda attenuata.
La risposta in frequenza di un filtro passa-basso ellittico è data dalla formula: 
{\displaystyle G_{n}(\omega )=\left|H_{n}(j\omega )\right|={1 \over {\sqrt {1+\varepsilon ^{2}R_{n}^{2}(\omega )}}}}
dove {\displaystyle R_{n}} è la funzione razionale di Chebyshev di n-esimo ordine.
Il nome di filtro ellittico deriva dal fatto che per determinare il grado {\displaystyle n} della funzione {\displaystyle R_{n}} e per determinarne i poli e gli zeri bisogna fare uso degli integrali ellittici completi o incompleti di prima specie.
Si può eseguire il calcolo dei poli della funzione di trasmissione {\displaystyle H(s)=f(s)/g(s)} ricorrendo alle proprietà delle funzioni ellittiche in campo complesso; più semplicemente si possono ottenere risolvendo l'equazione caratteristica:
{\displaystyle g(s)=\mathbf {Hw} \left[h(s)h(-s)+f(s)f(-s)\right]}
dove {\displaystyle h(s)} e {\displaystyle f(s)} sono rispettivamente il numeratore e il denominatore di {\displaystyle \varepsilon R_{n}(s)}; {\displaystyle \mathbf {Hw} [\ldots ]} è l'operatore che permette di separare la parte hurwitziana dal polinomio pari che forma il suo argomento, cioè permette di generare il polinomio che contiene solo le radici con parte reale negativa.
Il calcolo e la sintesi dei filtri ellittici non può essere eseguito "a mano", ma richiede mezzi di calcolo adeguati. Per superare questa difficoltà esistono in commercio i cataloghi dei filtri di cui il più completo, per quanto riguarda i filtri ellittici, è quello di Rudolph Saal, Handbook of ﬁlter design, AEG–Telefunken, Berlino, 1979. Qui vi sono tabulati: gli zeri e i poli della funzione di trasferimento, con grande precisione le frequenze degli zeri di trasmissione per poter eseguire una taratura fine di queste quantità e i valori normalizzati dei componenti reattivi per la realizzazione passiva. Invece gli zeri e i poli della funzione di trasferimento servono per la realizzazione con celle attive o passive disaccopiate connesse in cascata, per esempio per l'esecuzione mediante filtri RC-attivi. 
Ovviamente le consuete trasformazioni di frequenza consentono di trasformare le caratteristiche di trasmissione dei filtri passa-basso ellittici in quelle di altri filtri, passa-alto, passa-banda, elimina-banda, da realizzarsi in forma analogica a parametri concentrati o distribuiti commensurati, oppure come filtri numerici.